# الباشاليون الألبان

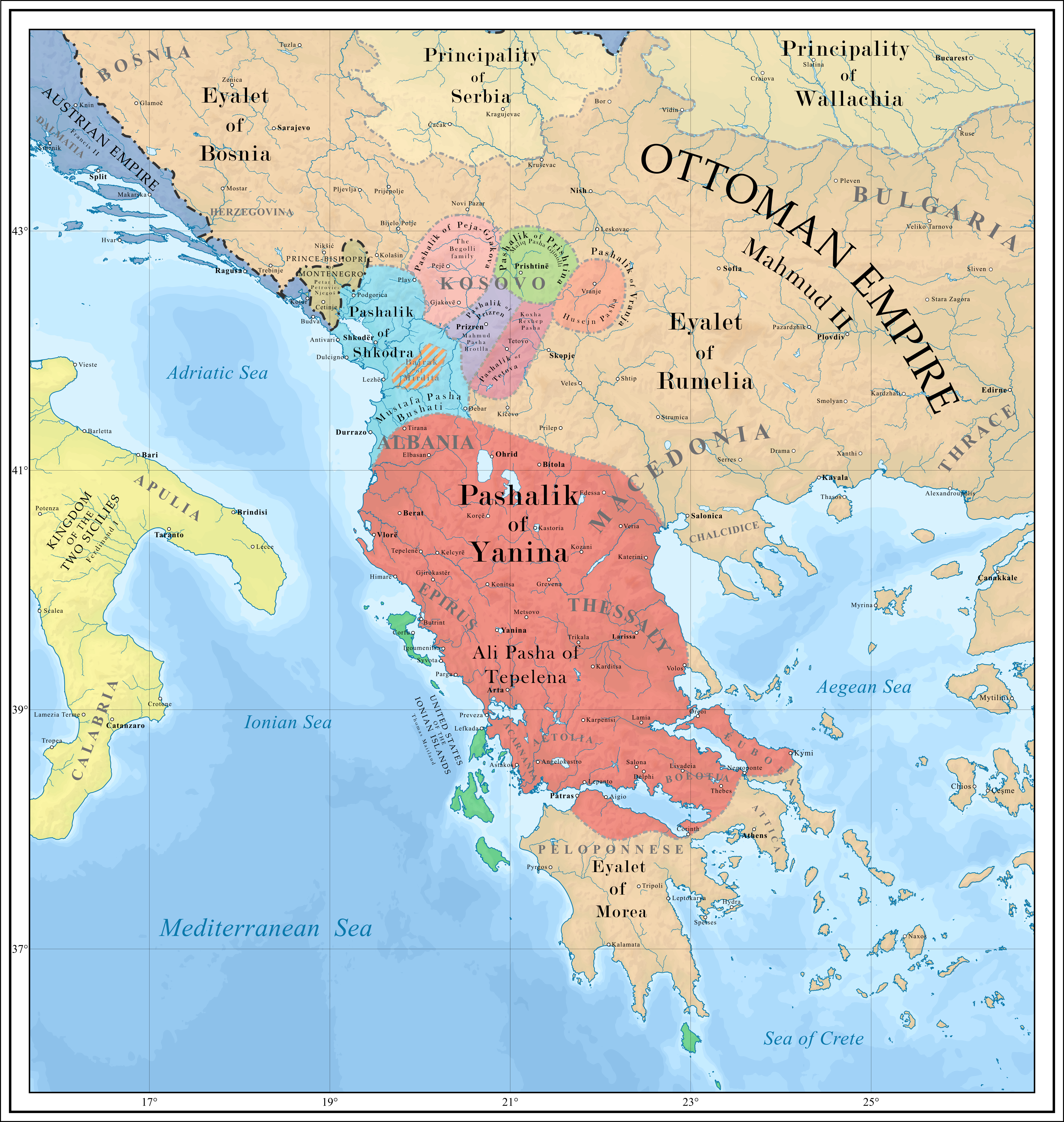
الباشاليك الألبان في 1815-1821.

الباشاليك الألبان ( الألبانية: Pashallëqet shqiptare ) هي الثلاث باشاليات التي كانت شبه مستقلة تحت السيادة العثمانية وحكمها الباشوات الألبان من عام 1760م إلى عام 1831م. وغطت الباشالكات جميع أراضي ألبانيا الحديثة وكوسوفو ومعظم الجبل الأسود وجنوب صربيا وغرب مقدونيا الشمالية ومعظم البر الرئيسي لليونان .    وقد تفاوتت درجة استقلال هذه الباشاليك مع مرور الوقت، من شبه مستقلين إلى مستقلين بحكم الأمر الواقع .

## قائمة الباشاليات الألبانية
| الرقم | الباشليك        | الحاكم الرئيسي    | السنوات   |
| ----- | --------------- | ----------------- | --------- |
| 1     | باشاليك سكوتاري | كارا محمود بوشاتي | 1757–1831 |
| 2     | باشاليك يانينا  | علي باشا          | 1787–1822 |
| 3     | باشاليك بيرات   | أحمد كورت باشا    | 1774–1809 |

## باشاليك سكوتاري

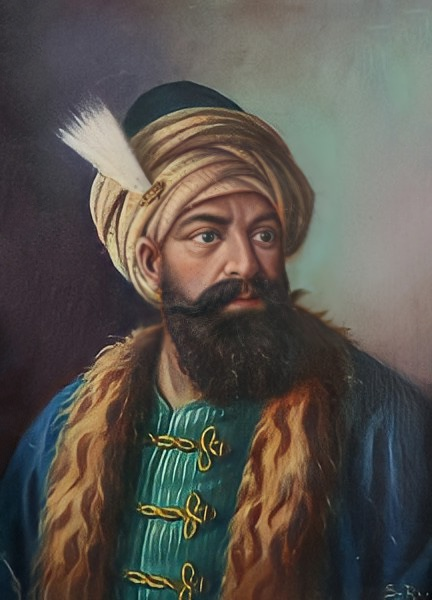
كاره محمود باشا

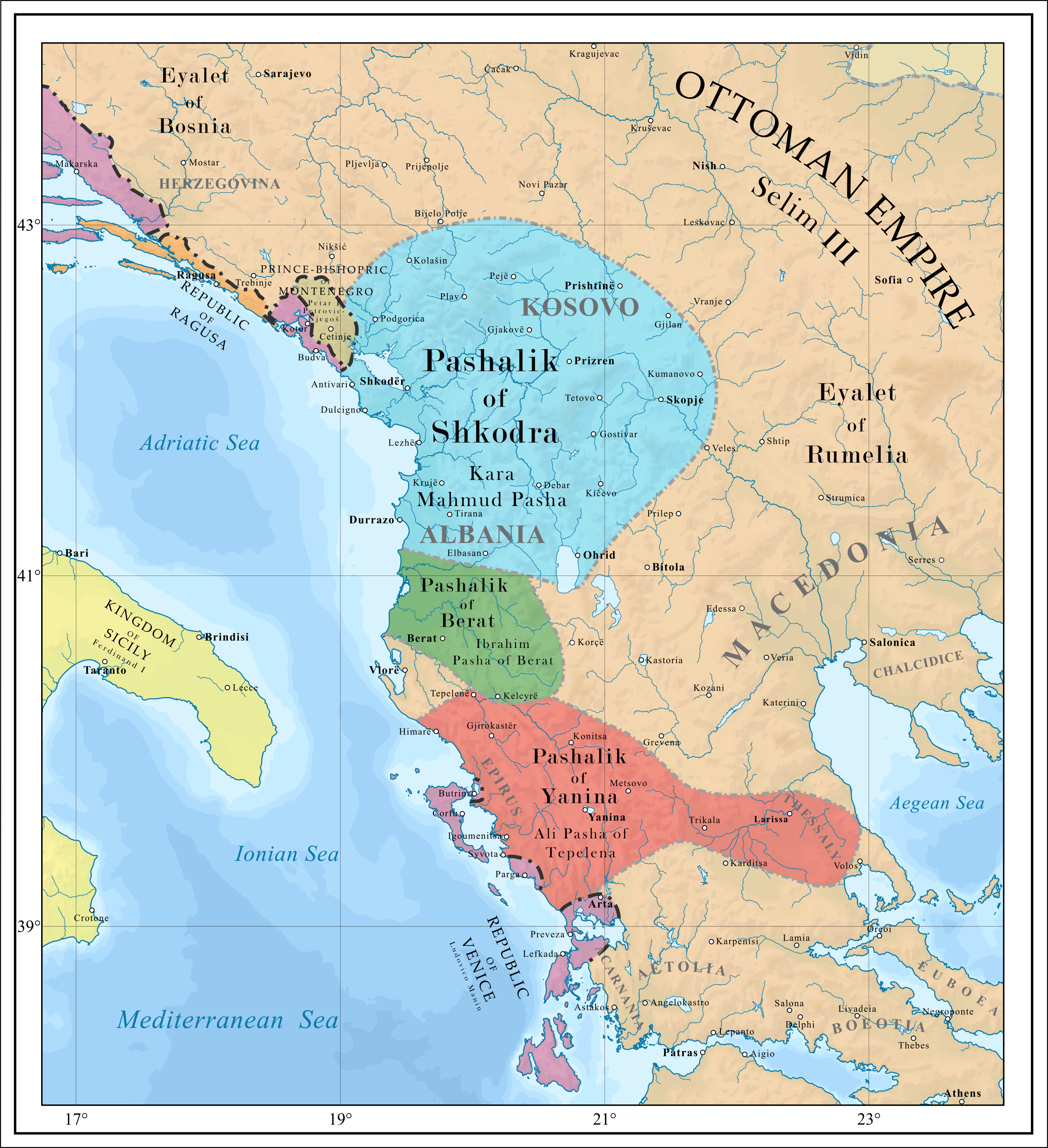
الباشاليات الألبانية بين 1790–1795.

باشليك شكودر أو باشليك شكودرا (1757–1831) كان كيان شبه مستقل وفي أحيان كثيرة فعلياً مستقل داخل الإمبراطورية العثمانية، أنشأه زعماء ألبان شمال ألبانيا العثمانية، وكان يشمل شمال ألبانيا الحالي، معظم الجبل الأسود، جنوب صربيا، معظم كوسوفو، وشمال غرب مقدونيا الشمالية. كما توسع الباشليك ليشمل وسط ألبانيا، جنوب غرب مقدونيا الشمالية، وشمال مقدونيا الغربية.
ضعف السلطة المركزية العثمانية ونظام التيمار جلبا الفوضى إلى الأراضي ذات السكان الألبان. في أواخر القرن الثامن عشر، برز مركزان للقوة الألبانية: شكودر تحت حكم عائلة بوشاتي؛ ويانينا تحت حكم علي باشا تبليتس . عندما يناسب مصالحهم، كان كلا المركزين يتعاونان مع الباب العالي، وعندما يستلزم الأمر التمرد على الحكومة المركزية، كان كل منهما يتصرف بشكل مستقل.
في 1757، أعلن محمد بيك بوشاتي نفسه باشا شكودر، مستهدفاً درجة من الحكم الذاتي/الاستقلال التي كان قد أسسها محمد علي باشا في مصر. تبعه ابنه كاره محمود الذي اتبع سياسة التوسع العسكري؛ فسيطر على شمال ألبانيا (حتى نهر شكومبي) وكوسوفو. شن هجمتين على الجبل الأسود (1785، 1796) وهزم أو تصدى لعدة حملات عثمانية أُرسلت لقمعه.
باشليك كاره محمود المستقل نال اهتمام مكتبَي الخارجية النمساوي والروسي، اللذان كانا يعتبرانه حليفاً محتملاً ضد الباب العالي.
في 1796، قُتل كاره محمود عندما هُزم على يد الجبل الأسود. خلفه شقيقه إبراهيم باشا، شخصية أقل ميلاً للحرب وموالية للإمبراطورية العثمانية (-1810). استمرت سلالة بوشاتي في الاحتفاظ بالباشليك حتى حاصر جيش عثماني بقيادة محمد رشيد باشا قلعة روزافات في شكودر عام 1831 وأجبر مصطفى بوشاتي على الاستسلام (1831). تم حل الباشليك وتأسيس ولايتي شكودر وكوسوفو.
ثورة في شكودر بين 1833-1836 فشلت في إعادة الحكم الذاتي الذي تمتع به تحت حكم بوشاتي. أسست العائلة مكتبة بوشاتي في الأربعينيات، والتي لعبت دوراً هاماً في النهضة الثقافية لشمال ألبانيا.

## باشاليك يانينا

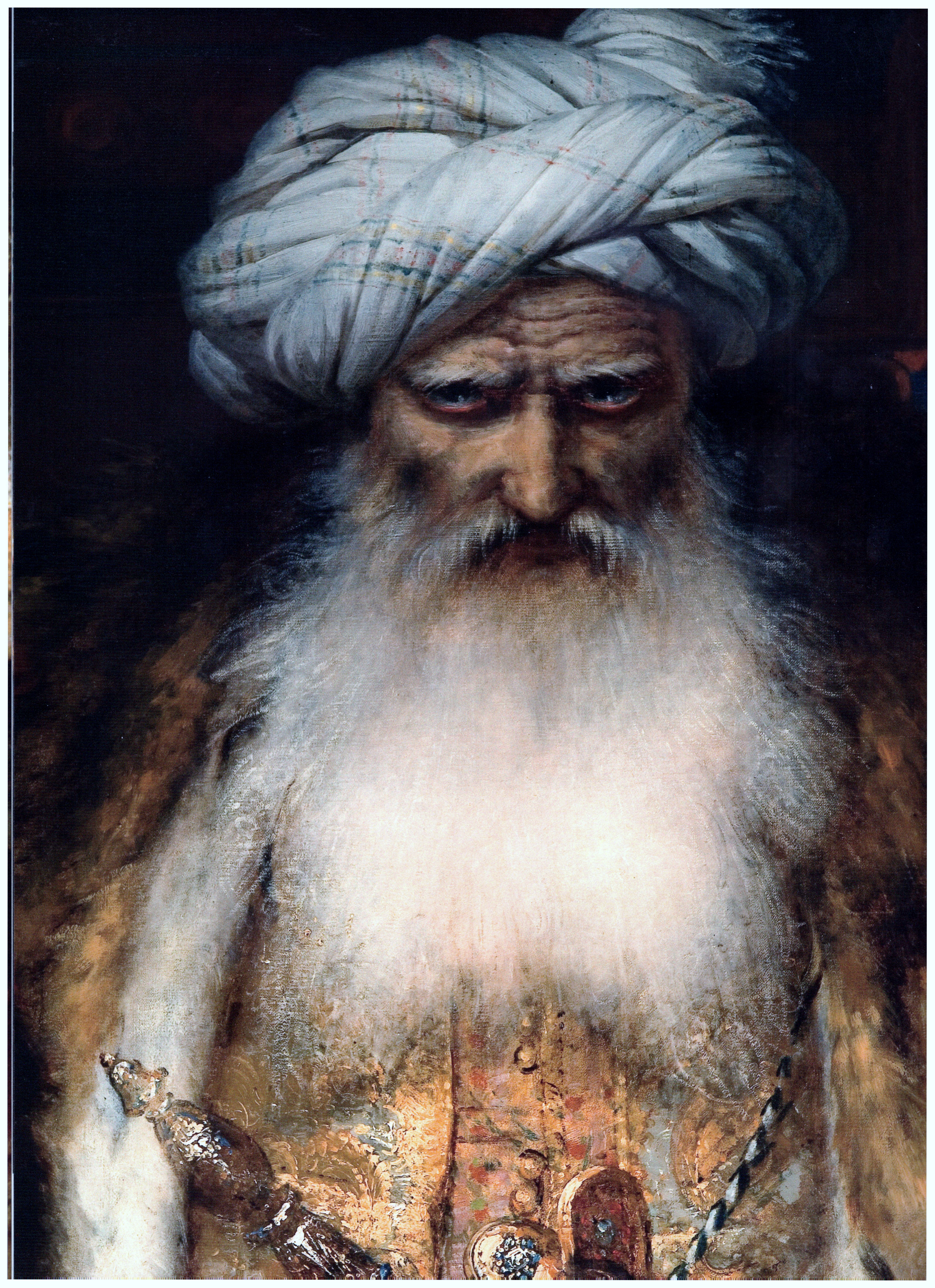
علي باشا تبليتس

باشليك يانينا أو باشليك جانينا (1787–1822) كان كياناً فعلياً مستقلاً تحت الحكم العثماني، أسسه علي باشا، قائد ألباني من جنوب ألبانيا العثمانية، شمل معظم الأراضي اليونانية البرية، جنوب ووسط ألبانيا، وجنوب غرب مقدونيا الشمالية.
في 1787، مُنح علي باشا باشليك تريكالا كمكافأة لدعمه سلطان الدولة في الحرب ضد النمسا. لكن ذلك لم يكن كافياً لطموحاته، فبعد ذلك استولى على إدارة يانينا، التي أصبحت مركز سلطته لمدة 33 عاماً. مثل غيره من الزعماء الإقليميين في تلك الفترة، مثل عثمان بازفانطوغلو، استغل ضعف الحكومة العثمانية لتوسيع أراضيه حتى وصل لسيطرة فعليّة على معظم ألبانيا، غرب اليونان، وبيلوبونيز، بشكل مباشر أو عبر أبنائه.
كان أسلوب حكم علي باشا في يانينا مبنيًا على المصلحة والبراغماتية؛ إذ كان يحكم كديكتاتور مستقل عملياً وتحالف مع من يقدم له أفضل مكاسب في الوقت الراهن. للحصول على ميناء على الساحل الألباني، تحالف مع نابليون الأول الذي عين فرانسوا بوكفيل قنصله العام في يانينا. بعد مؤتمر تيلسيت حيث منح نابليون القيصر خطته لتفكيك الإمبراطورية العثمانية، غير علي جانبه وتحالف مع المملكة المتحدة لبريطانيا العظمى وأيرلندا في 1807. كانت مؤامراته مقبولة من الحكومة العثمانية في اسطنبول بدافع المصلحة - حيث كان يُفضل وجود علي كحليف شبه مستقل على أن يكون عدواً - والضعف، لأن الحكومة المركزية لم تكن تملك القوة لطرده آنذاك.
زار الشاعر جورج غوردون بايرون، اللورد السادس بايرون بلاط علي باشا في يانينا عام 1809 وسجل اللقاء في عمله تشايلد هارولد. أبدى مشاعر مختلطة تجاه الطاغية، مشيراً إلى روعة بلاط علي والنهضة الثقافية اليونانية التي شجعها في يانينا، والتي وصفها بايرون بأنها "أكثر ثراءً، ورُقيًّا وعلمًا" من أي مدينة يونانية أخرى. لكن في رسالة لأمه، انتقد قسوة علي: "صاحب السمو طاغية بلا رحمة، مذنب بأبشع القسوات، شجاع جداً، وقائد ماهر حتى أطلقوا عليه لقب نابليون المسلم... لكنه همجي بقدر نجاحه، يحرق الثوار، وهكذا."
في 1820، أمر علي باغتيال خصم سياسي في القسطنطينية. استغل السلطان الإصلاحي محمود الثاني هذه الفرصة لاستعادة سلطة الباب العالي وأمر بعزل علي. رفض علي التنازل عن مناصبه الرسمية وقاوم القوات العثمانية بقوة، مما ساعد بشكل غير مباشر الثورة اليونانية حيث كان حوالي 20,000 جندي عثماني مشغولين بمحاربته. لكن في يناير 1822، اغتاله عملاء عثمانيون وأرسلوا رأسه إلى السلطان. بعد موته، انتهى وجود الباشليك.

## باشاليك بيرات
كان باشليك بيرات باشليكًا تأسس في وسط ألبانيا الحديثة على يد أحمد كورت باشا في عام 1774، وانتهى بعد هزيمة حليفه، إبراهيم باشا بيرات، على يد علي باشا في 1809، مما أدى إلى دمجه مع باشليك يانينا. كان هذا الباشليك واحدًا من ثلاثة باشاليك أنشأها الألبان في فترة الباشاليك الألبانية.
تم إنشاء باشليك بيرات بعدما تمكن أحمد كورت باشا من التآمر مع الباب العالي ضد محمد باشا بوشاتي في 1774. وبموجب خدمته، منح السلطان أراضي في وسط ألبانيا. تمكن من توسيع نطاق الباشليك حتى وفاته عام 1787، شمل أراضي وسط ألبانيا، وحدوده الشمالية مع باشليك سكوتاري والجنوبية مع باشليك يانينا.
كان أحمد كورت باشا جد علي باشا، وأب والدته حانكا.
بعد وفاة أحمد كورت باشا، حكم الأراضي أحد حلفائه المقربين، إبراهيم باشا بيرات.
وبما أن هذه الأراضي تقع في وسط ألبانيا، شعر إبراهيم باشا بيرات بالغضب من التعدي على مناطق نفوذه، مما دفع علي باشا لبدء حرب مع باشليك بيرات. وبعد محاولات تفاوض عقيمة، أرسل إبراهيم باشا بيرات قوات بقيادة شقيقه سيفير، بيه أفلونا. في المقابل، استدعى علي باشا قوات الأرماطوليس في ثيساليا؛ وبعد أن أحرقت القرى ونهبت الفلاحين وشنق المئات وسُرقت الأغنام من كلا الطرفين، تم عقد هدنة. تزوج إبراهيم ابنته من مختار، أكبر أبناء علي، وأعطى الأرض المتنازع عليها كصداق لها. ولما أظهر سيفير بيه صفات قد تكون خطرة في المستقبل، دبر علي باشا تسميمه عبر طبيب، وبعد ذلك شنق منفذ الجريمة كي لا يبقى شاهد. قال علي باشا إنه ينبغي أن يتغلب على باشا بيرات، ويصبح وزيرًا لأبروس، ويحارب السلطان، ويصل إلى القسطنطينية. في 1808، هزم علي باشا إبراهيم باشا بيرات وضم أراضيه إلى باشليك يانينا.